# Östra Kattesundskyrkan
Östra Kattesundskyrkan är benämningen på en katolsk kyrka i Lund under medeltiden, som låg i kvarteret Färgaren vid Kattesund, nära Stora Södergatan. Den var en stavkyrka, för vilken det inte är känt vilket skyddshelgon som den hade. Den låg nära både Södra Kattesundskyrkan och trä- respektive stenkyrkorna Trinitas Salvator (Sankt Trinitas Salvator och Sankt Trinitas Salvator kyrka , också kallad Drotten).
Östra Kattesundskyrkan är den största stavkyrkan som har hittats i Norden. Den var 26 meter lång, varav långhuset var 18 meter långt och elva meter brett. Koret var åtta gånger åtta meter stort. Det fanns två rader med stolpar invändigt, vilka bar upp taket. Inne i kyrkan fanns också åtta kraftiga stolpar av ek som hade en diameter på omkring 55 centimeter. De skulle kunna vara mittpelare i en basilika där mittskeppet var högre än sidoskeppen, men de kan också ha burit upp ett sammanhängande ryggåstak. 
På västra sidan av kyrkan har det stått fem kraftiga stolpar i marken och det är möjligt att de har ingått i en klockstapel. Runt kyrkan fanns det en kyrkogård som var 45 gånger 60 meter stor, med grävda rännor som gränsmarkering runt om. På kyrkogården har det hittats 320 gravar. 
Östra Kattesundskyrkan ersattes inte av någon kyrka av sten under 1100-talet. 
I gatubeläggningen på Kattesund finns markerade med vit gatsten ytterväggarna till kyrkan och de stolpar som bar upp dess tak, samt tre av stolparna till den förmodade klockstapeln.